# Alchemilla semidivisa
Alchemilla semidivisa é uma espécie de rosácea do gênero Alchemilla, pertencente à família Rosaceae.